# Coras medicinalis
Espèce
Synonymes
- Tegenaria medicinalis Hentz, 1821
- Tegenaria nemorensis Walckenaer, 1841
- Coelotes urbanus Keyserling, 1887

Coras medicinalis est une espèce d'araignées aranéomorphes de la famille des Agelenidae.

## Distribution
Cette espèce se rencontre dans l'Est de l'Amérique du Nord,,, depuis le Sud-Est des États-Unis,,, jusqu'au Canada,.
Elle a été observée aux États-Unis au Connecticut, dans l'État de New York, au New Jersey, au Maryland, à Washington, D.C., en Virginie, en Caroline du Nord, en Géorgie, en Floride, en Alabama, au Mississippi, au Tennessee, en Illinois, au Michigan, au Minnesota, au Texas et au Colorado et au Canada en Ontario, au Québec et en Nouvelle-Écosse.

## Habitat
Cette espèce vit dans les forêts où elle construit sa toile dans le creux des vieux arbres mais a développé une certaine synanthropie et elle peut habiter les champs de canne à sucre ou les caves et les hangars.

## Description

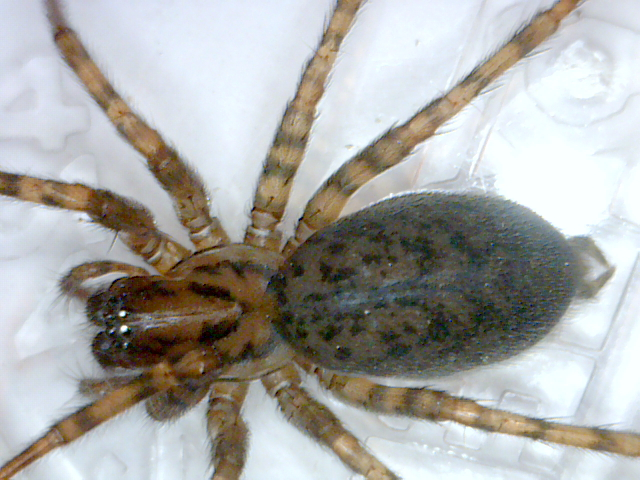
Coras medicinalis

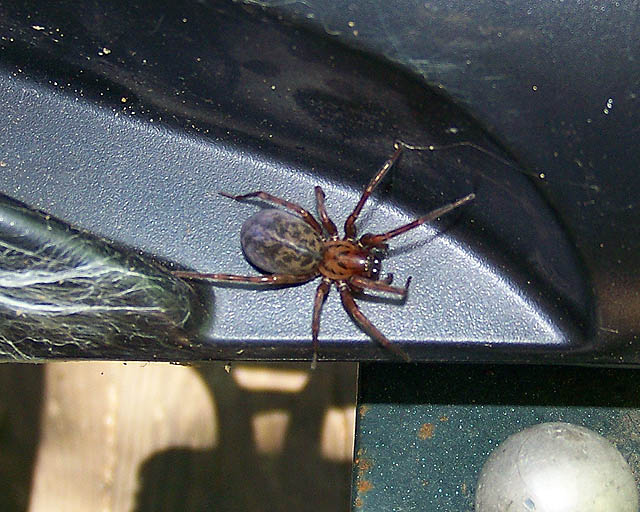
Coras medicinalis

Le mâle, assez semblable à la femelle, mesure de 9 à 12,7 mm et la femelle de 9,5 à 13,3 mm.
Coras medicinalis est de couleur sombre avec l'abdomen marqué de points.
L'abdomen est ovale allongé, rougeâtre taché de brun. Il présente près du corselet sur le milieu du dos une tache ovale étroite entièrement brune plus claire
ou entièrement rougeâtre dans l'intérieur. Un espace rouge clair est présent de chaque côté de cette tache et la partie postérieure de l'ovale se continue par une
raie brune longitudinale médiane tout le long du dos détachant sur les côtés des traits bruns arqués qui forment trois taches ovales rougeâtres diminuant de grosseur
en s’approchant de l'anus. Les côtés de l'abdomen sont rouge fauve parsemés de points bruns.
Le corselet est rougeâtre avec deux raies brunes près des yeux suivies d'une rangée de points bruns de chaque côté. 
Les pattes sont rouges annelées de brun ou marquées de points noirs.

## Comportement

### Toile

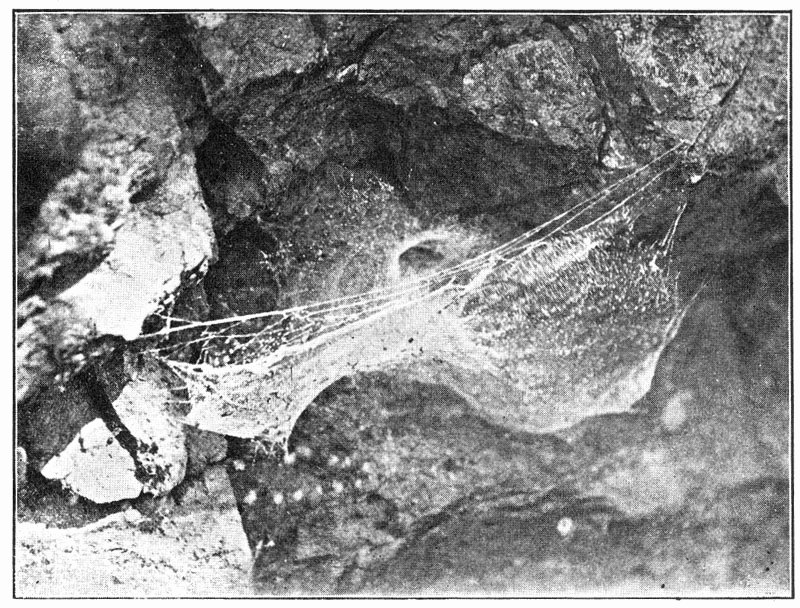
Toile de Coras medicinalis avec tube de retrait (d'après Emerton, 1902)

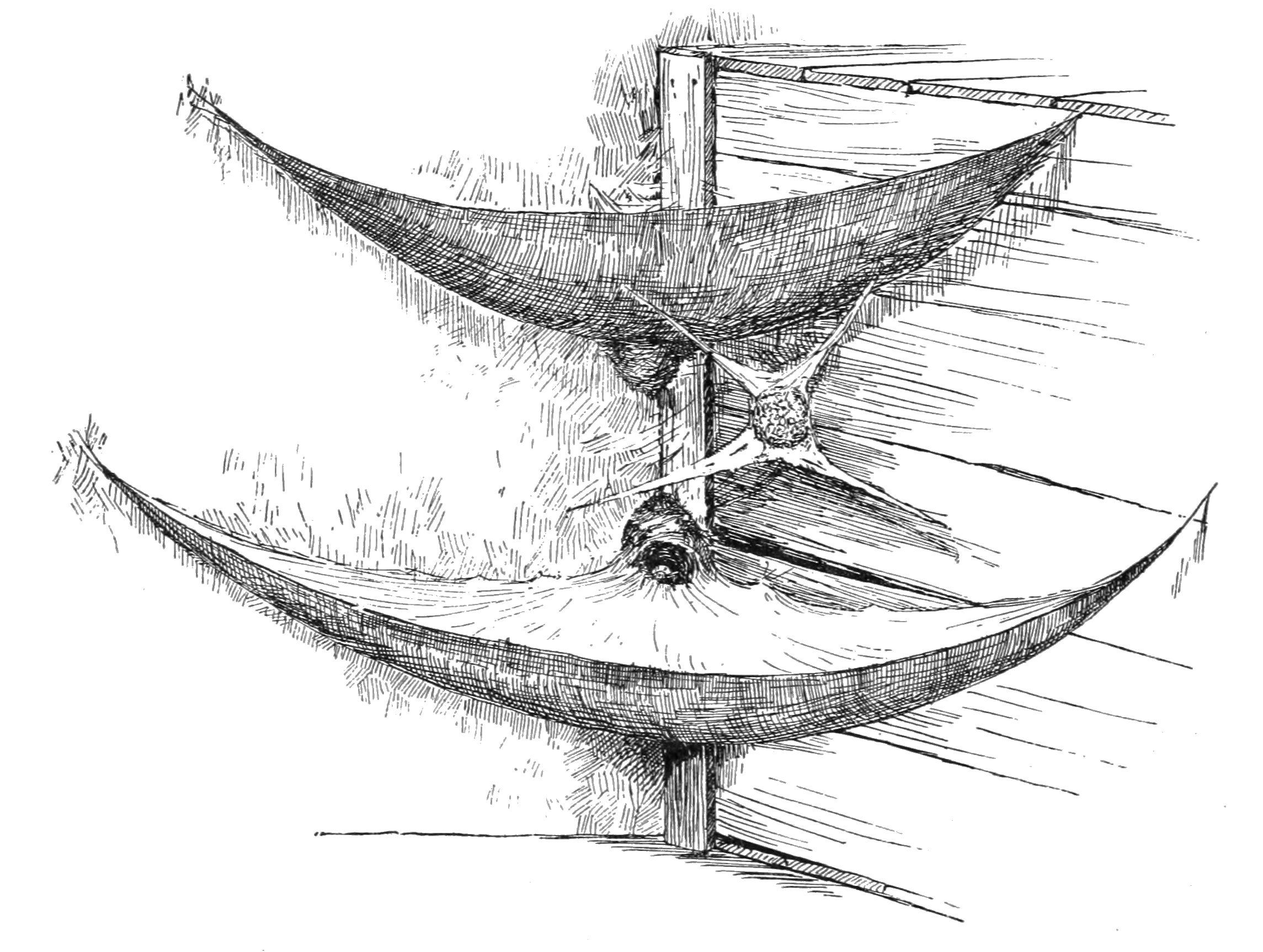
Toile de Coras medicinalis (1890)

Coras medicinalis tisse une grande toile nappiforme semblable à celle d'Agelenopsis naevia et qui comporte un tunnel de retrait.

### Prédation et alimentation
Coras medicinalis peut consommer des Orthoptères comme Ischnoptera pennsylvanicus, Melanoplus bivitattus, Melanoplus differentialis, Gryllus abbreviatus et Oecanthus niveus, des Hémiptères comme Miris amoenus, Lygus pratensis, Nabis ferus, Phlepsius irroratus et Poecilocapsus lineatus, des Diptères comme Haematobia serrata, Sapromyza lupulinse, Tipula flavicans, Leptogaster murinus, Mesograpta polita et de la famille des Anthomyiidae ainsi que des araignées comme Argiope aurantia

### Cycle de vie
Au moment de la ponte la femelle Coras medicinalis file au-dessus de la toile nappiforme, une petite toile étoilée pour y déposer son cocon.
Les sacs d’œufs de Coras medicinalis peuvent être infestés par Mantispa viridis qui y introduit ses larves.

## Systématique et taxinomie
Cette espèce a été décrite sous le protonyme Tegenaria medicinalis par l'arachnologiste américain d'origine française Nicholas Marcellus Hentz en 1821. 
Elle a été dénommée medicinalis par Hentz car sa toile avait été à une époque considérée comme un narcotique et prescrite par quelques médecins aux États-Unis contre les fièvres,,.
En 1837, Charles Athanase Walckenaer la déplace dans le genre Clubiona mais il révise le nom en Tegenaria nemorensis en 1841. Hentz réaffirme sa nomenclature originale, Tegenaria medicinalis, en 1847 et en 1867 tandis qu'Eugen von Keyserling, en 1887, propose son placement dans le genre Coelotes, avec pour nom d'espèce Coelotes urbanus. En 1898, Eugène Simon publie une révision plaçant l'espèce dans le genre Coras, donnant la priorité au nom établi par Hentz en 1821, Coras medicinalis. James Henry Emerton décrit en 1902 l'espèce comme Tegenaria (Coelotes) medicinalis mais John Henry Comstock reconnait en 1912 la révision de Simon comme la majorité des auteurs depuis cette date.

## Publication originale
- Hentz, 1821 : A notice concerning the spiders whose web is used in medicine. Journal of the Academy of Natural Sciences of Philadelphia, vol. 2, p. 53-55 (texte intégral).